# IC 837
IC 837 је лентикуларна галаксија у сазвјежђу Береникина коса која се налази на листи објеката дубоког неба у Индекс каталогу.
Деклинација објекта је + 26° 30' 40" а ректасцензија 12h 57m 31,4s. Привидна величина (магнитуда) објекта IC 837 износи 14,6 а фотографска магнитуда 15,5. IC 837 је још познат и под ознакама MCG 5-31-28, CGCG 160-41, IRAS 12551+2646, PGC 44322.